# Bitches Brew
Bitches Brew — студійний альбом американського джазового трубача, композитора і бенд-лідера Майлза Девіса. Він був записаний з 19 по 21 серпня 1969 року в нью-йоркській студії Columbia Studio B і випущений 30 березня 1970 року лейблом Columbia Records. Він став продовженням його експериментів з електричними інструментами, які він використав на попередньому альбомі, In a Silent Way. З цими інструментами, такими як електропіаніно та електрогітара, Девіс відійшов від традиційних джазових ритмів на користь вільних аранжувань під впливом року, заснованих на імпровізації. Фінальні треки були відредаговані та зведені разом продюсером Тео Масеро.
Спочатку альбом отримав змішані критичні та комерційні відгуки, але він набрав обертів і став найпопулярнішим альбомом Девіса в американському хіт-параді Billboard 200, досягнувши 35-го місця. У 1971 році він отримав премію Ґреммі як найкращий альбом для великого джазового ансамблю. 1976 року він став першим золотим альбомом Девіса, сертифікованим Американською асоціацією звукозапису.
У наступні роки Bitches Brew отримав визнання як один з найкращих джазових альбомів і родоначальник жанру джаз-рок, а також справив значний вплив на рокерів і музикантів, що грали кросовер 70-х. У 1998 році лейбл Columbia випустив The Complete Bitches Brew Sessions, чотиридисковий бокс-сет, до якого увійшов оригінальний альбом і раніше невиданий матеріал. У 2003 році альбом був сертифікований як платиновий, що відображає поставки одного мільйона копій.

## Передумови і запис

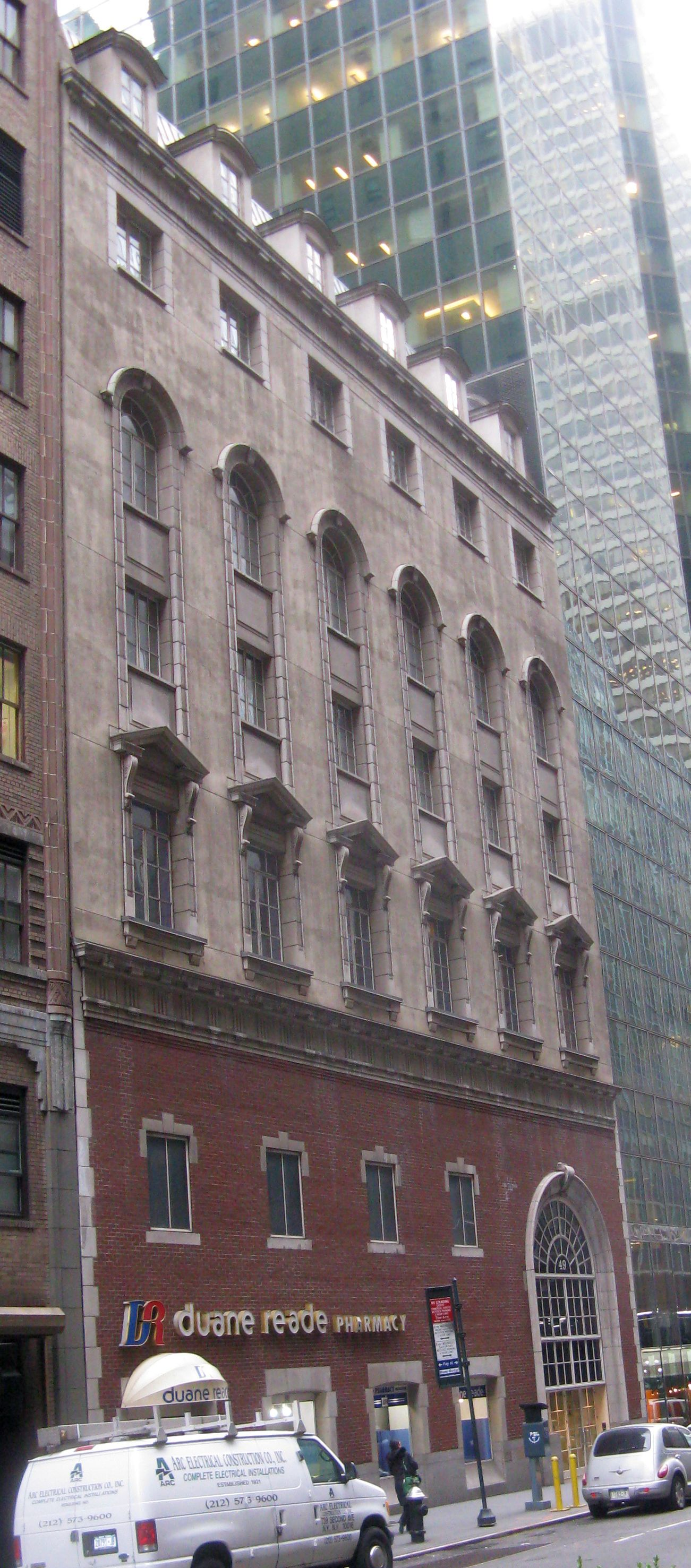
Нинішня будівля студії CBS

До 1969 року основна робоча група Девіса складалася з Вейна Шортера на сопрано-саксофоні, Дейва Голланда на бас-гітарі, Чика Коріа на електропіаніно та Джека ДеДжоннета на барабанах. Група, за винятком Джека ДеДжоннета, записала альбом In a Silent Way, в якому також брали участь Джо Завінул, Джон Маклафлін, Тоні Вільямс та Гербі Генкок. Цей реліз ознаменував початок «електричного періоду» творчості Девіса, що включав такі інструменти, як електропіаніно та гітару, а також стиль ф'южн[11]. У своєму наступному студійному альбомі Девіс хотів ще більше дослідити свій електронний та ф'южн-стиль. Під час гастролей зі своєю п'ятіркою з весни по серпень 1969 року він представив нові твори для своєї групи, включаючи ранні версії того, що стало «Miles Runs the Voodoo Down», «Sanctuary» та «Spanish Key». На цьому етапі своєї кар'єри Девіс перебував під впливом сучасної рок- і фанк-музики, гри Завінула з Кеннонболом Еддерлі, а також творчості англійського композитора Пола Бакмастера.
У серпні 1969 року Девіс зібрав свій гурт на репетицію, за тиждень до запланованих записів. Крім його п'ятірки, до них приєдналися Завінул, Маклафлін, Ларрі Янг, Ленні Вайт, Дон Аліас, Джума Сантос і Бенні Мопін. Девіс написав прості акордові лінії, спочатку для трьох фортепіано, які потім перетворилися на ескізи більш масштабної композиції. Він представив групі кілька «музичних шматків» і сказав, що вони можуть грати все, що спаде їм на думку, якщо гратимуть від обраних ним акордів. Девіс не аранжував кожну композицію, тому що не був упевнений у напрямку альбому; він хотів, щоб все, що буде створено, було результатом імпровізаційного процесу, «а не якимось заздалегідь аранжованим лайном.»
Девіс забронював студію Columbia's Studio B в Нью-Йорку на 19-21 серпня 1969 року. 19 серпня сесія розпочалася о 10 ранку, гурт спочатку зіграв «Bitches Brew». Всі розташувалися півколом з Девісом і Шортером посередині. За словами Ленні Вайта:
|  | "Це було схоже на оркестр, а Майлз був нашим диригентом. Ми носили навушники. Ми повинні були чути один одного. На тій сесії не було гостей. Фотографувати було заборонено. Але був один гість, про якого ніхто не говорив, Макс Роуч. Весь запис наживо, без накладок. З 10 ранку до 13 дня, протягом трьох днів". |

Як зазвичай під час записів Девіса в цей період, треки записувалися секціями. Девіс давав кілька вказівок: темп, кілька акордів або натяк на мелодію, а також пропозиції щодо настрою або тональності. Девісу подобалося так працювати; він вважав, що це змушує музикантів приділяти пильну увагу один до одного, власному виконанню або підказкам Девіса, які могли змінюватися від моменту до моменту. Наприклад, у тихих місцях «Bitches Brew» можна почути голос Девіса, який дає вказівки музикантам, клацає пальцями, вказуючи на темп, своїм характерним голосом каже музикантам «Тримайте щільніше» («Keep it tight»), або ж вказує, коли комусь із них виконувати соло — наприклад, каже «John» під час заголовного треку. «John McLaughlin» і «Sanctuary» також були записані під час сесії 19 серпня. Наприкінці група репетирувала «Pharaoh's Dance».
Незважаючи на свою репутацію «кул-джазового», мелодійного імпровізатора, значна частина гри Девіса на цьому альбомі є агресивною і вибуховою, він часто грає швидкими темпами і наважується на верхній регістр труби. Його фінальне соло на «Miles Runs the Voodoo Down» особливо примітне в цьому плані. Девіс не грав лише у короткому творі «John McLaughlin».

## Назва альбому
Невідомо, звідки взялася назва альбому, і існують різні теорії щодо її походження. Дехто вважає, що це відсилання до жінок у житті Девіса, які знайомили його з культурними змінами 60-х. Були й інші пояснення.

## Постпродакшн
Записану музику було піддано значному редагуванню. Короткі фрагменти були з'єднані разом, щоб створити довші шматки, і до записів були застосовані різні ефекти. Пол Тінген розповідав:
|  | Bitches Brew також став піонером у використанні студії як музичного інструменту, з безліччю редагувань та студійних ефектів, які стали невід'ємною частиною музики. Майлз і його продюсер Тео Масеро використовували студію звукозапису радикально новими способами, особливо в заголовному треку і відкриваючому треку "Pharaoh's Dance". Було використано багато спецефектів, таких як стрічкові петлі, стрічкові дилеї, камерні реверберації та ефекти відлуння. Завдяки інтенсивному редагуванню магнітофонної стрічки Масеро створив багато абсолютно нових музичних структур, які пізніше були імітовані групою на живих концертах. Масеро, який має класичну освіту і, найімовірніше, надихався експериментами французької конкретної музики 50-х і 60-х років, використовував магнітофонний монтаж як форму аранжування і композиції. "Pharaoh's Dance" містить 19 редагувань - його знаменитий стоп-старт повністю побудований у студії, з використанням повторних циклів певних фрагментів. Далі в треку є кілька мікромонтажів: наприклад, односекундний фрагмент, що вперше з'являється на 8:39, повторюється п'ять разів між 8:54 і 8:59. Титульний трек містить 15 правок, знову ж таки з кількома короткими стрічковими петлями, в даному випадку по п'ять секунд (на 3:01, 3:07 і 3:12). Таким чином, "Bitches Brew" не тільки став суперечливою класикою музичних інновацій, але й прославився завдяки новаторському використанню студійних технологій. |

Хоча «Bitches Brew» був багато в чому революційним, мабуть, найважливішим його нововведенням була ритміка. Ритм-секція на цьому записі складається з двох басистів (один грає на бас-гітарі, інший на контрабасі), двох-трьох барабанщиків, двох-трьох електропіаністів та перкусіоніста, які грають одночасно. Як пояснюють Пол Таннер, Моріс Ґероу та Девід Меґілл, «подібно до рок-гуртів, Девіс відводить ритм-секції центральну роль в діяльності ансамблю. Його використання такої великої ритм-секції пропонує солістам широкі, але активні простори для їхніх соло».
Таннер, Ґероу та Меґілл далі пояснюють, що
|  | "гармонії, використані в цьому записі, рухаються дуже повільно і функціонують модально, а не в більш тональній манері, характерній для мейнстрімного джазу.... Статичні гармонії та колективні прикраси ритм-секції створюють дуже відкриту арену для імпровізації. Музичний результат перетікає від базових рок-патернів до текстур хард-бопу, а іноді навіть до пасажів, більш характерних для фрі-джазу". |

Сольні голоси, які найяскравіше звучать на цьому альбомі, — це труба та сопрано-саксофон Майлза та Вейна Шортера, відповідно. Також варто відзначити бас-кларнет Бенні Мопіна, який присутній на чотирьох треках.
Технологія запису, аналогова стрічка, мастеринг дисків та притаманні їй часові обмеження до кінця шістдесятих років вийшли за межі попередніх обмежень та звукового діапазону стерео-вінілового альбому, і «Bitches Brew» відображає це. Його довгі композиції включають імпровізовані сюїти з розділами рубато, змінами темпу або довгим, повільним крещендо, більш характерним для симфонічних оркестрових п'єс або індійської раґи, ніж для трихвилинної рок-пісні. Починаючи з 1969 року, концерти Девіса включали частину матеріалу, який згодом став «Bitches Brew».

## Реліз
Альбом Bitches Brew вийшов у березні 1970 року. Протягом наступних чотирьох місяців він набирав комерційних обертів і досяг піку на 35 місці в американському хіт-параді Billboard 200 за тиждень, починаючи з 4 липня 1970 року. Це залишається 2-м найкращим результатом Девіса в чарті після Kind of Blue, який посів 3 місце на вінілі та 12 у 2020 році. 22 вересня 2003 року альбом був сертифікований RIAA як платиновий за продаж одного мільйона копій у США.
Окрім стандартної стерео-версії, альбом також був зведений для квадрофонічного звучання. Columbia випустила квадрофонічну версію LP з використанням матричної системи SQ у 1971 році. Sony перевидала альбом в Японії у 2018 році у форматі Super Audio CD, що містить як повний стерео, так і квадрафонічний мікси.

## Відгуки і вплив
У рецензії для Rolling Stone у 1970 році Ленгдон Віннер сказав, що Bitches Brew демонструє музику Девіса, яка розширюється в «красі, витонченості та абсолютній пишноті», знаходячи її «настільки багатою за формою та змістом, що вона дозволяє і навіть заохочує злет уяви кожного, хто її слухає». Він зробив висновок, що альбом буде «винагородою прямо пропорційно глибині вашої власної участі». Критик The Village Voice Роберт Крістгау назвав його «хорошою музикою, дуже схожою на джаз і чимось на рок», назвавши його найкращим джазовим альбомом року, а Девіса — «джазменом року» у своєму голосуванні для журналу Jazz & Pop. Роками пізніше він дещо втратив ентузіазм щодо альбому; у «Довіднику рекордів Крістгау»: Рок-альбоми сімдесятих" (1981) він назвав Bitches Brew «блискучим змивом ідей; такої кількості ідей, що це залишає розсіяне враження», а стабільні рок-ритми Тоні Вільямса з In a Silent Way були замінені «тонкими відтінками латиноамериканської та фанкової поліритмії, які ніколи не збирають необхідного запалу». Він дійшов висновку, що музика звучить «надзвичайно сугестивно і не менш ніж приємно, але не зовсім переконливо. Саме таким і має бути рок».
Альбом Bitches Brew, що розійшовся накладом понад мільйон копій з моменту його виходу, розглядався деякими авторами у 1970-х роках як альбом, що сприяв відновленню популярності джазу серед масової аудиторії того десятиліття. Як писав Майкл Сігелл у 1978 році, до 1960-х джаз «вважався комерційно мертвим», поки успіх альбому «не відкрив очі керівникам музичної індустрії на потенціал продажів джазової музики». Це призвело до появи інших ф'южн-записів, які «вдосконалили» новий стиль джазу Девіса і розійшлися мільйонними тиражами, зокрема Head Hunters Гербі Генкока та альбом Джорджа Бенсона Breezin'. Том Халл, який згодом став джазовим критиком, сказав: «На початку 70-х ми слухали Bitches Brew як музику для нічного відпочинку — це був єдиний джаз, з яким я стикався в той час.» За словами незалежного дослідника Джейн Гаррі, Bitches Brew визначив і популяризував жанр джаз-ф'южн, також відомий як джаз-рок, але його ненавиділи деякі пуристи. Джазовий критик і продюсер Боб Раш згадував: «Для мене це не була велика негритянська музика, але я цинічно сприймав її як невід'ємну частину комерційного лайна, яке починало душити і засмічувати каталоги таких надійних компаній, як Blue Note і Prestige…. Сьогодні я чую її „кращою“, тому що зараз є так багато музики, яка є гіршою». Незважаючи на суперечки, які альбом викликав у джазовій спільноті, він все ж очолив щорічне опитування критиків DownBeat у 1970 році.
The Penguin Guide to Jazz назвав Bitches Brew «одним з найвидатніших творчих висловлювань за останні півстоліття, у будь-якій мистецькій формі. Він також є глибоко недосконалим, гігантським торсом несамовито галасливої музики, яка абсолютно відмовляється розкритись під будь-яким визнаним виглядом». 2003 року альбом посів 94 місце у списку 500 найкращих альбомів усіх часів за версією журналу Rolling Stone. Дев'ять років по тому він опустився на одну позицію, а у списку 2020 року піднявся на 87 місце. Разом з цією відзнакою, альбом посів перші або майже перші місця у списках «найкращих альбомів» кількох інших журналів у різних жанрах. Альбом також увійшов до книги «1001 альбом, який ви повинні почути перед смертю».
Експериментальний джазовий барабанщик Боббі Превайт вважає Bitches Brew «революційним»: «Скільки новаторської музики ви чуєте зараз? Це була музика, яка викликала у вас відчуття, що ви ніколи не чули її раніше. Вона прийшла з іншого місця. Чи багато ви зараз чуєте такої музики?» Том Йорк з Radiohead посилався на нього як на фактор, що вплинув на їхній альбом 1997 року OK Computer: «Ми будували щось і спостерігали, як воно розвалюється, в цьому вся краса. Це було в основі того, що ми намагалися зробити.» Співак Білал називає його серед своїх 25 улюблених альбомів, посилаючись на стилістичне переосмислення Девіса. Рок-джазовий музикант Дональд Фейген розкритикував альбом як «по суті, просто великий треш-аут для Майлза … Для мене це було просто безглуздо, не в лад і погано. Я не міг його слухати. Звучало так, ніби Девіс намагався записати фанковий альбом і просто вибрав не тих хлопців. Вони не розуміли, як грати фанк. Вони не були достатньо стійкими».

## Трек-лист
| Сторона 1 | Сторона 1         | Сторона 1    | Сторона 1      | Сторона 1  |
| #         | Назва             | Автор музики | Записано       | Тривалість |
| --------- | ----------------- | ------------ | -------------- | ---------- |
| 1.        | «Pharaoh's Dance» | Джо Завінул  | 21 серпня 1969 | 20:07      |

| Сторона 2 | Сторона 2      | Сторона 2    | Сторона 2      | Сторона 2  |
| #         | Назва          | Автор музики | Записано       | Тривалість |
| --------- | -------------- | ------------ | -------------- | ---------- |
| 1.        | «Bitches Brew» | Майлз Девіс  | 19 серпня 1969 | 27:00      |

| Сторона 3 | Сторона 3         | Сторона 3    | Сторона 3      | Сторона 3  |
| #         | Назва             | Автор музики | Записано       | Тривалість |
| --------- | ----------------- | ------------ | -------------- | ---------- |
| 1.        | «Spanish Key»     | Девіс        | 21 серпня 1969 | 17:30      |
| 2.        | «John McLaughlin» | Девіс        | 19 серпня 1969 | 4:23       |

| Side four | Side four                    | Side four    | Side four      | Side four  |
| #         | Назва                        | Автор музики | Записано       | Тривалість |
| --------- | ---------------------------- | ------------ | -------------- | ---------- |
| 1.        | «Miles Runs the Voodoo Down» | Девіс        | 20 серпня 1969 | 14:03      |
| 2.        | «Sanctuary»                  | Вейн Шортер  | 19 серпня 1969 | 10:54      |
| 93:57     |                              |              |                |            |

## Персоналії

### Музиканти
| «Bitches Brew» «John McLaughlin» (за винятком Брукса, Шортера і Девіса) «Sanctuary» (за винятком Маклафліна, Мопіна, Брукса і Вайта) - Майлз Девіс — труба - Вейн Шортер — сопрано-саксофон - Бенні Мопін — бас-кларнет - Джо Завінул — електропіаніно (лівий) - Чик Коріа — електропіаніно (правий) - Джон Маклафлін — електрогітара - Дейв Голланд — бас - Гарві Брукс — електричний бас - Ленні Вайт — ударна установка (лівий) - Джек Деджонетт — ударна установка (правий) - Дон Аліас — конґи - Джума Сантос (вказаний як Джим Райлі) — шейкер, конґи «Miles Runs the Voodoo Down» - Майлз Девіс — труба - Вейн Шортер — сопрано-саксофон - Бенні Мопін — бас-кларнет - Джо Завінул — електропіаніно (лівий) - Чик Коріа — електропіаніно (правий) - Джон Маклафлін — електрогітара - Дейв Холланд — електричний бас - Гарві Брукс — електричний бас - Дон Аліас — ударна установка (лівий) - Джек Деджонетт — ударна установка (правий) - Джума Сантос (вказаний як Джим Райлі) — конґи | «Spanish Key» «Pharaoh's Dance» - Майлз Девіс — труба - Вейн Шортер — сопрано-саксофон - Бенні Мопін — бас-кларнет - Джо Завінул — електропіаніно (лівий) - Ларрі Янг — електропіаніно (центр) - Чик Коріа — електропіаніно (правий) - Джон Маклафлін — електрогітара - Дейв Холланд — бас - Гарві Брукс — електричний бас - Ленні Вайт — ударна установка (лівий) - Джек Деджонетт — ударна установка (правий) - Дон Аліас — конґи - Джума Сантос (вказаний як Джим Райлі) — шейкер |

### Продакшн
- Тео Масеро – продюсер
- Френк Лайко — звукоінженер (сесія 19 серпня 1969)
- Стен Тонкел — звукоінженер (всі інші сесії)
- Марк Вайлдер — мастеринг
- Маті Кларвейн — малюнок обкладинки
- Боб Белден — продюсер перевидання
- Майкл Кускуна — продюсер перевидання